# 宇文泰

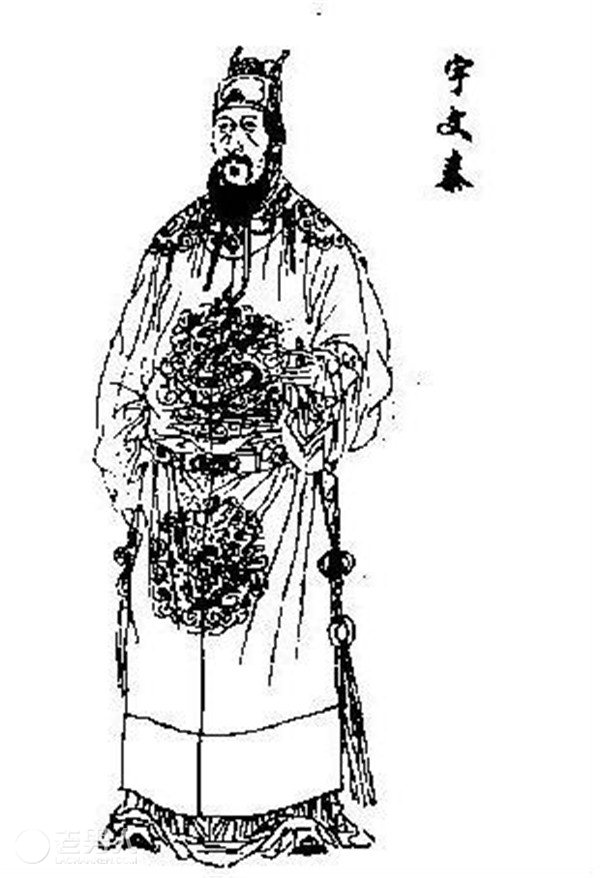
宇文泰

宇文 泰（うぶん たい、正始2年（505年） - 恭帝3年10月4日（556年11月21日））は、北魏・西魏の政治家。字は黒獺（または黒泰とも）。鮮卑系の人であり、実質的に北周の基礎を築いた。実際には帝位には就いていないが、廟号は太祖、559年には文帝と追諡されている。

## 出生
宇文泰の祖先は匈奴系の宇文部の族長であった。後漢末に宇文部は鮮卑連合部族に加わり、次第に鮮卑化が進んだ。
505年に代郡武川鎮（現在の内モンゴル自治区フフホト市武川県）で生まれた。北魏末年の六鎮の乱に際しては、父の宇文肱と共に鮮于修礼に従い挙兵、鮮于修礼が爾朱栄によって鎮圧されると、続いて爾朱栄の部将の賀抜岳に従った。
530年、北魏の孝荘帝によって爾朱栄が殺害されるという事件があり、爾朱氏の実権は次第に縮小し、最終的には滅亡の途を辿る。その結果高歓が丞相の地位に就くが、北魏の孝武帝は賀抜岳を用いて高歓を牽制するようになった。賀抜岳が関西大行台となると、その左丞・台府司馬を務め、その軍政の議決に参与するようになった。
ところが534年、賀抜岳は高歓と通じていた侯莫陳悦の手に掛かり暗殺されてしまう。これを受けた宇文泰は周囲の推挙を受け賀抜岳の後継者として武川鎮の総帥となり、侯莫陳悦を追討して敗走させた。後に孝武帝に上表し、高歓の専横を除いて皇室を扶翼することを誓い、孝武帝も詔勅を以って宇文泰を大都督・雍州刺史・尚書令に任じた（高歓は同年に東魏を建てた）。その後535年には都督中外諸軍事・大行台となり、安定公に封ぜられ、548年には太師・大冢宰まで進んだ。
名実共に北魏の実力者になった宇文泰であるが、その勢力が拡大するにつれて、制限を受ける孝武帝の不満が高まっていった。534年12月、対立の溝が埋まらない状況で、宇文泰は孝武帝を殺害し、孝文帝の孫で京兆王元愉の嫡子である元宝炬（文帝）を擁立した。こうして西魏が成立するが、実権は全て宇文泰が掌握していた。

## 治世
宇文泰は内政面では李弼・独孤信らの北人を軍中より抜擢し、蘇綽らの漢人儒士を任用して農業の振興に力を注ぎ、均田制を復活させて租税の安定収入を図った。また公文書の書式を定め、朱と墨を用いた財政文書書式の確立、戸籍に基づく課役制度などが挙げられる。また後には六条詔書により地方官僚の倫理規定を定めてもいる。
軍事面では府兵制を確立し、兵士の確保を容易にした。この制度は隋・唐にも継承されている。また形式上は鮮卑の八部制を残したが、実際には軍を十二軍に再編して八柱国に統率させ、府兵制を創立して軍事力の増強に努めた。同時に北魏の孝文帝が奨励した鮮卑の漢化制度を取り止めて、鮮卑固有の文化に戻すために、鮮卑貴族の楊氏（隋）を普六茹氏、李氏（唐）を大野氏など、鮮卑姓に復姓させる政策を意欲的に定めた。
また、徳治を統治の基礎とし、法治はその補助とする原則を追究した。文化的にも儒学を重んじ、捕虜の身であった漢人儒家の王褒や宗懍らを厚遇した。後に周礼によって官制改革を実施し、北周の六官制を実施した。要するに国号を周と名づけたように、古代の周の制度を北周の制度として積極的に奨励したのである。
西魏の執政の座にあること二十余年で、府兵制など後の北周の基礎を築いた。

## 妻子

### 妻妾
- 正室：文皇后 元氏
- 側室：宣皇后 叱奴氏、夫人姚氏、達歩干氏、王氏、張女畢

### 男子
1. 明帝 宇文毓（統万突）
2. 宋献公 宇文震（弥俄突）
3. 孝閔帝 宇文覚（陀羅尼）
4. 武帝 宇文邕（禰羅突）
5. 斉煬王 宇文憲（毗賀突）
6. 衛剌王 宇文直（豆羅突）
7. 趙僭王 宇文招（豆盧突）
8. 譙孝王 宇文倹（侯紐突）
9. 陳惑王 宇文純（堙智突）
10. 越野王 宇文盛（立久突）
11. 代奰王 宇文達（度斤突）
12. 冀康王 宇文通（屈率突）
13. 滕聞王 宇文逌（爾固突）

### 女子
- 宇文皇后（文帝にとついだ）
- 襄陽公主（竇毅にとついだ。太穆竇皇后の生母）
- 義安公主（李暉にとついだ）
- 順陽公主（楊瓚にとついだ）
- 平原公主（于翼にとついだ）
- 永富公主（史寧の子の史雄にとついだ）
- 公主（賀抜岳の子の賀抜緯にとついだ）
- 公主（若干恵の子の若干鳳にとついだ）
- 徳広公主（趙貴の子の趙永国とついだ）
- 西河公主（劉亮の子の劉昶にとついだ）
- 義帰公主（李基にとついだ）
- 宜都公主（梁禦の子の梁睿にとついだ）